# Četiri prsta
"Četiri prsta" taktičku formaciju koriste borbeni zrakoplovi. Sastoji se od četiri lovca, a četiri takve formacije mogu predstavljati cjelokupnu eskadrilu od 16 lovaca.

### Opis
Formacija se sastoji od četiri borbena zrakoplova, a sastavljena je od "prvog elementa" i "drugog elementa", svaki s po dva zrakoplova. Formacija je ime dobila jer gledana odozgo, položaji lovaca odgovaraju četiri prsta ljudske ruke.
Prvi element se sastoji od vođe leta i njegovo pratitelja koji se nalazi lijevo i iza vođe. Drugi element se sastoji od vođe elementa i njegovog pratitelja. Vođa elementa je desno i iza vođe leta, a njegov je pratitelj također iza i desno od vođe elementa. 
Vođa leta i vođa elementa imaju napadačku zadaću, dakle oni otvaraju vatru na neprijatelja dok formacija ostaje složna. Njihovi pratitelji imaju obrambene zadaće - pratitelj prvog elementa pokriva leđa drugom elementu, a pratitelj drugog elementa pokriva leđa prvom elementu.
Četiri takva leta formiraju eskadrilu u dvije stepenaste linije, po dva leta u svakoj. U takvom slučaju, letovi su obično označeni bojama (npr. crveni, plavi, žuti i zeleni)

### Povijest
Formaciju je razvio Luftwaffe za vrijeme Španjolskog građanskog rata. Let, schwarm, je bio sastavljen od dva rotten, odnosno para. Budući da je svaki par imao vođu i pratitelja, takva fleksibilna formacija je omogućavala veću svijest o okruženju i više prostora za inicijativu, jer su se parovi lako mogli rastaviti i krenuti svaki na svoju metu.
Za vrijeme Bitke za Britaniju, ova formacija se za Luftwaffe pokazala značajno bolja i fleksibilnija od V formacije od tri aviona koju su koristile Kraljevske zračne snage. Saveznici su kasnije preuzeli tu formaciju i koristili je protiv Luftwaffe.